# Janusz Łukaszewski
Janusz Łukaszewski (ur. 30 marca 1935 w Mostach Fabrycznych) – polski prawnik.

## Życiorys
Janusz Łukaszewski ukończył studia na Wydziale Prawa i Administracji Uniwersytetu Łódzkiego. Odbył służbę wojskową. W latach 1965–1980 pracował jako rewident oraz radca prawny. Był także dyrektorem Domu Środowisk Twórczych w Łodzi oraz impresario Edwina Kowalika, z którym podróżował po USA i Kanadzie.
W 1979 uniemożliwiono mu wyjazd na stypendium doktoranckie ze względu na odmowę podjęcia współpracy ze służbami PRL. W 1980 był doradcą NSZZ Solidarność Ziemi Łódzkiej, później, do wprowadzenia stanu wojennego, pracownikiem etatowym. W stanie wojennym przebywał w USA, gdzie uzyskał azyl polityczny. Początkowo pracował jako dorożkarz w Nowym Jorku, a następnie jako adwokat. Jednocześnie, od 1981 do 1985, pracował dla organizacji opozycyjnych.
W 1987–1988 konsultant prawny Fundacji Rolniczej przy Prymasie. Od stycznia 1990 do lutego 1994 związany ze służbą zagraniczną. Od 1 maja 1990 do 30 kwietnia 1991 kierował Agencją Konsularną we Lwowie. Następnie pełnił funkcję konsula w Konsulacie Generalnym w Chicago. Dwukrotnie odznaczony Krzyżem Obrony Lwowa „Semper Fidelis”. Wyróżniony Krzyżem „Miecze Hallerowskie”. W 2012 odznaczony medalem „Pro Patria”.
W 2018 wydał wspomnienia Z odległej pamięci, po dzień dzisiejszy.
Wdowiec. Ojciec Adriany. Syn Leonarda – żołnierza AK obwodu grodzieńskiego.